# Eucereon lineata
Eucereon lineata là một loài bướm đêm thuộc phân họ Arctiinae, họ Erebidae.